# Tidra
L'île de Tidra ou île Tidra est une île au large du banc d'Arguin, dans le parc national du Banc-d'Arguin, en Mauritanie. Elle mesure environ 28 × 8 km. L'île se trouve dans la wilaya de Dakhlet Nouadhibou.
Abdallah Ibn Yasin y fonda vers 1035 un ribāt (ordre militaire) qui fut à l'origine de la dynastie des Almoravides.